# Dolichopeza (Nesopeza) insolida
Dolichopeza (Nesopeza) insolida is een tweevleugelige uit de familie langpootmuggen (Tipulidae). De soort komt voor in het Oriëntaals gebied.